# M2 (Zambia)
De M2 is een Main Road in Zambia. De weg loopt van Mbala naar Mpulungu aan het Tanganyikameer. Vanaf Mpulungu vertrekken veerboten naar Kigoma in Congo. De M2 loopt in zijn geheel door de provincie Northern.
T1 · T2 · T3 · T4 · T5 · T6
M1 · M2 · M3 · M4 · M8 · M9 · M10 · M11 · M12 · M13 · M14 · M15 · M18 · M20
D1 · D3 · D4 · D18 · D19 · D20 · D36 · D39 · D43 · D47 · D53 · D56 · D63 · D79 · D88 · D94 · D96 · D100 · D103 · D104 · D105 · D128 · D145 · D151 · D152 · D180 · D181 · D183 · D200 · D206 · D220 · D223 · D225 · D235 · D286 · D291 · D293 · D294 · D295 · D296 · D301 · D316 · D319 · D320 · D323 · D324 · D325 · D356 · D361 · D365 · D375 · D385 · D414 · D416 · D421 · D451 · D459 · D461 · D462 · D463 · D486 · D491 · D492 · D493 · D500 · D557 · D733 · D769 · D775 · D776 · D787 · D790 · D792 · D793 · D817